# Yellu Santiago
Jesús Santiago Pérez dit Yellu Santiago, né le 25 mai 2004 à Carthagène en Espagne, est un footballeur espagnol qui évolue au poste de milieu central au Hellas Verona.

## Biographie

### En club
Né à Carthagène en Espagne, Yellu Santiago commence le football au CD Minera (en). Il joue ensuite pour le FC Cartagena et Torre Pacheco avant de rejoindre le Valence CF en 2018, où il poursuit sa formation.
Yellu Santiago joue son premier match avec l'équipe première lors d'une rencontre de Liga le 19 avril 2022, contre le Villarreal CF. Il entre en jeu à la place de Yunus Musah et son équipe s'incline par deux buts à zéro.
Le 10 janvier 2024, alors qu'il est également courtisé par le Deportivo Alavés et le Cádiz CF, Yellu Santiago rejoint le Getafe CF. Il signe un contrat courant jusqu'en juin 2025,.
Il marque son premier but en professionnel avec Getafe, le 16 mars 2024, lors d'une rencontre de Liga face au Girona FC. Titulaire, il donne la victoire aux siens en étant l'unique buteur de la rencontre.
Le 24 juillet 2025, Yellu Santiago rejoint l'Italie afin de signer en faveur de l'Hellas Verona pour un contrat de trois ans, soit jusqu'en juin 2028.

### En sélection
Yellu Santiago représente l'équipe d'Espagne des moins de 18 ans pour un total de deux matchs joués en 2022.